# Libby Lane

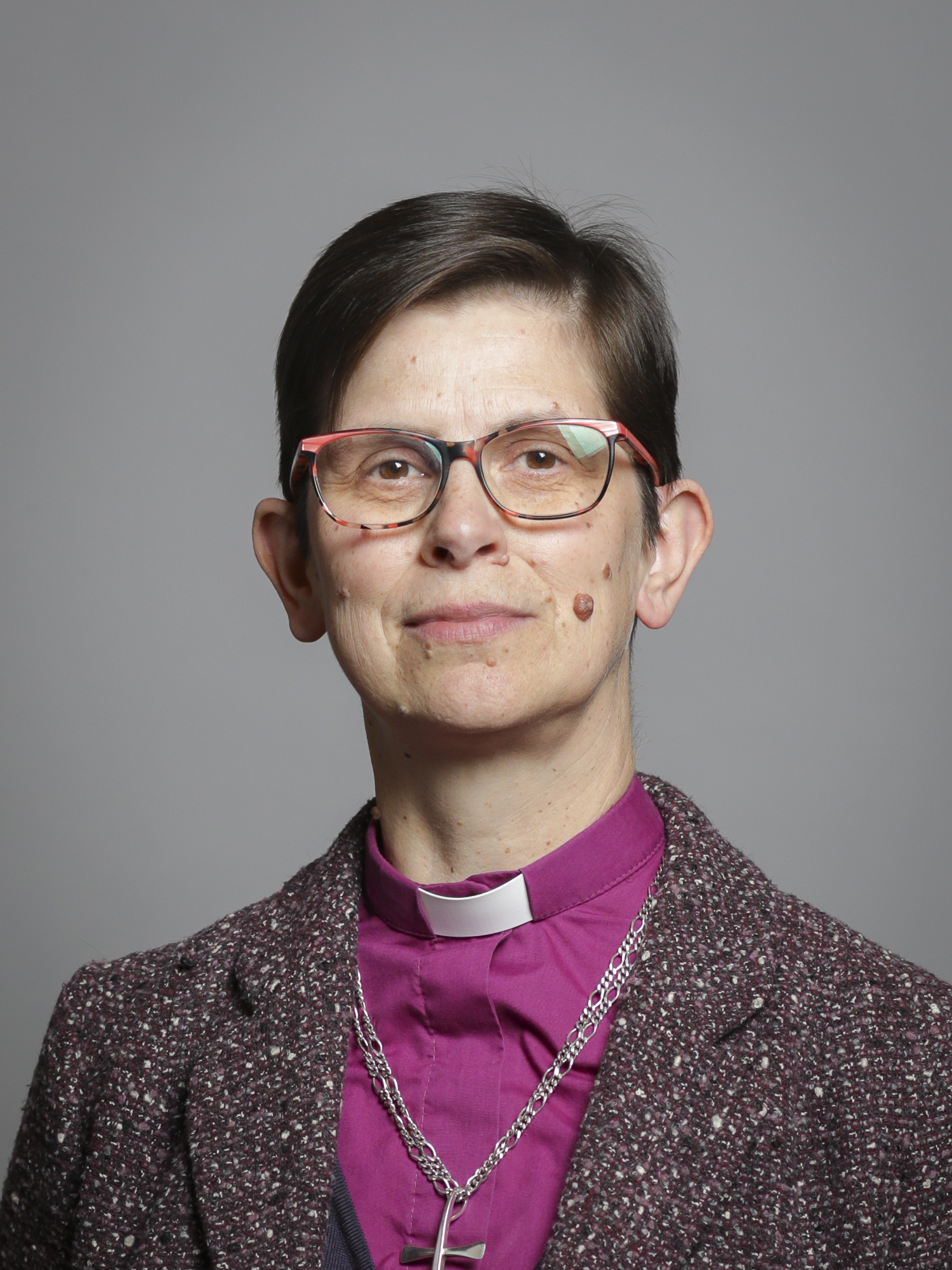
The Lord Bishop of Derby, 2019

Libby Lane, eigentlich Elizabeth Jane Holden Lane (* 8. Dezember 1966 in Glossop als Elizabeth Jane Holden) ist eine britische anglikanische Geistliche. Sie amtiert als Bischöfin der Diözese Derby der Church of England (seit 2018) und als Lord Spiritual Mitglied des britischen Oberhauses (seit Juli 2019). Lane empfing 2015 als erste Frau die Bischofsweihe der Church of England und amtierte zunächst als Suffraganbischöfin von Stockport in der Diözese Chester, bevor sie Diözesanbischöfin wurde.

## Leben
Lane wurde 1993 zur Diakonin geweiht und empfing – gemeinsam mit ihrem Ehemann George – im Jahr 1994 die anglikanische Priesterweihe. Lane war zuvor Vikarin von St Peter’s Hale and St Elizabeth’s Ashley. Sie ging in Manchester zur Schule und studierte am St Peter’s College der University of Oxford. Das Ehepaar hat zwei erwachsene Kinder.
Am 17. Dezember 2014 gab das Büro des britischen Premierministers die Ernennung zur Bischöfin bekannt. Ihre Bischofsweihe erfolgte am 26. Januar 2015 durch John Sentamu in der Kathedrale der Kirchenprovinz York, dem York Minster.
Im House of Lords sitzen derzeit 26 anglikanische Bischöfe; Lane erhielt zunächst keinen Sitz, da sie Suffraganbischöfin war. Am 2. Juli 2019 wurde sie dann als Lord Spiritual ins Oberhaus berufen.
Die britische Königin bestätigte am 18. Dezember 2018 die Wahl von Libby Lane zur Bischöfin von Derby. Libby Lane folgte Alastair Redfern, der zum 31. August 2019 emeritiert wurde.

## Ehrungen
Lane erhielt 2015 die theologische Ehrendoktorwürde von der University of Chester und 2017 die juristische Ehrendoktorwürde von der University of Bath.

## Belege
1. ↑   First female bishop named as the Reverend Libby Lane, British Broadcasting Corporation, 17. Dezember 2014 (englisch).
2. ↑  Christian Zaschke: In Gottes Tempo. Süddeutsche Zeitung, 18. Dezember 2014, S. 10.
3. ↑  Chester Races CEO among latest batch of University of Chester honorary graduates. CheshireLive, abgerufen am 29. April 2025.
4. ↑  Rede zur Ehrenpromotion auf der Website der University of Bath, abgerufen am 29. April 2025.

| Vorgänger        | Amt                             | Nachfolger |
| ---------------- | ------------------------------- | ---------- |
| Robert Atwell    | Bischof von Stockport 2015–2018 | Sam Corley |
| Alastair Redfern | Bischof von Derby seit 2018     | —          |

| Personendaten    | Personendaten                                                                          |
| ---------------- | -------------------------------------------------------------------------------------- |
| NAME             | Lane, Libby                                                                            |
| ALTERNATIVNAMEN  | Lane, Elizabeth Jane Holden (vollständiger Name); Holden, Elizabeth Jane (Geburtsname) |
| KURZBESCHREIBUNG | britische Geistliche und Bischöfin                                                     |
| GEBURTSDATUM     | 8. Dezember 1966                                                                       |
| GEBURTSORT       | Glossop                                                                                |